# 女性主义哲学
女性主义哲学（英語：Feminist philosophy）是从女性主义的角度来看待哲学的方法，女性主義哲學在哲學的文本和方法論上都支持女性主義運動。 女性主义哲学既包括重新解释哲学文本和方法，以补充女性主义运动，也试图从女性主义框架内批判或重新评估传统哲学的观点。

## 研究主題
女性主义哲學從女性主義角度對一般哲學所涵蓋的所有範疇進行批評和重建。其中，以下是女性主義哲學的代表性主題。
- 生物性別與社會性別的區別
- 女性氣質 - 社會性別女性氣質，性別認同女性氣質
- 性別角色與家庭制度 - 父權制，母性制
- 勞工和婦女 - 婦女和家務勞動，工業社會和婦女勞動
- 權力與女性 - 婦女與政治活動，政治制度